# ARFU Asian Rugby Championship 1990
Die ARFU Asian Rugby Championship 1990 war ein Wettbewerb für asiatische Nationalmannschaften in der Sportart Rugby Union. Es handelte sich um die zwölfte Ausgabe der vom Verband Asian Rugby Football Union (ARFU) organisierten Rugby-Union-Asienmeisterschaft. Beteiligt waren acht Mannschaften, die vom 20. bis 27. Oktober an einem Turnier in Colombo in zwei Gruppen gegeneinander antraten. Nach dem Finale stand Südkorea zum vierten Mal als Asienmeister fest.

## Vorrunde

### Gruppe A
|    | Land      | Spiele | Siege | Unent. | Ndlg. | Spiel- punkte | Diff. | Tabellen- punkte |
| -- | --------- | ------ | ----- | ------ | ----- | ------------- | ----- | ---------------- |
| 1. | Südkorea  | 3      | 3     | 0      | 0     | 63:34         | + 29  | 6                |
| 2. | Hongkong  | 3      | 1     | 0      | 2     | 43:41         | + 2   | 2                |
| 3. | Taiwan    | 3      | 1     | 0      | 2     | 24:37         | − 13  | 2                |
| 4. | Sri Lanka | 3      | 1     | 0      | 2     | 35:53         | − 18  | 2                |

| 20. Oktober 1990 | Südkorea | 21 : 6 | Taiwan | Sugathadasa-Stadion, Colombo |
| 20. Oktober 1990 |          |        |        | Sugathadasa-Stadion, Colombo |

| 20. Oktober 1990 | Sri Lanka | 13 : 21 | Hongkong | Sugathadasa-Stadion, Colombo |
| 20. Oktober 1990 |           |         |          | Sugathadasa-Stadion, Colombo |

| 22. Oktober 1990 | Hongkong | 15 : 16 | Südkorea | Sugathadasa-Stadion, Colombo |
| 22. Oktober 1990 |          |         |          | Sugathadasa-Stadion, Colombo |

| 22. Oktober 1990 | Sri Lanka | 9 : 6 | Taiwan | Sugathadasa-Stadion, Colombo |
| 22. Oktober 1990 |           |       |        | Sugathadasa-Stadion, Colombo |

| 24. Oktober 1990 | Südkorea | 26 : 13 | Sri Lanka | Sugathadasa-Stadion, Colombo |
| 24. Oktober 1990 |          |         |           | Sugathadasa-Stadion, Colombo |

| 24. Oktober 1990 | Taiwan | 12 : 7 | Hongkong | Sugathadasa-Stadion, Colombo |
| 24. Oktober 1990 |        |        |          | Sugathadasa-Stadion, Colombo |

### Gruppe B
|    | Land     | Spiele | Siege | Unent. | Ndlg. | Spiel- punkte | Diff. | Tabellen- punkte |
| -- | -------- | ------ | ----- | ------ | ----- | ------------- | ----- | ---------------- |
| 1. | Japan    | 3      | 3     | 0      | 0     | 191:21        | + 170 | 6                |
| 2. | Thailand | 3      | 1     | 1      | 1     | 80:85         | − 5   | 3                |
| 3. | Malaysia | 3      | 1     | 1      | 1     | 29:70         | − 41  | 3                |
| 4. | Singapur | 3      | 0     | 0      | 3     | 15:139        | − 124 | 0                |

| 21. Oktober 1990 | Japan | 45 : 3 | Malaysia | Sugathadasa-Stadion, Colombo |
| 21. Oktober 1990 |       |        |          | Sugathadasa-Stadion, Colombo |

| 21. Oktober 1990 | Thailand | 49 : 3 | Singapur | Sugathadasa-Stadion, Colombo |
| 21. Oktober 1990 |          |        |          | Sugathadasa-Stadion, Colombo |

| 23. Oktober 1990 | Japan | 66 : 15 | Thailand | Sugathadasa-Stadion, Colombo |
| 23. Oktober 1990 |       |         |          | Sugathadasa-Stadion, Colombo |

| 23. Oktober 1990 | Malaysia | 10 : 9 | Singapur | Sugathadasa-Stadion, Colombo |
| 23. Oktober 1990 |          |        |          | Sugathadasa-Stadion, Colombo |

| 25. Oktober 1990 | Japan | 80 : 3 | Singapur | Sugathadasa-Stadion, Colombo |
| 25. Oktober 1990 |       |        |          | Sugathadasa-Stadion, Colombo |

| 25. Oktober 1990 | Malaysia | 16 : 16 | Thailand | Sugathadasa-Stadion, Colombo |
| 25. Oktober 1990 |          |         |          | Sugathadasa-Stadion, Colombo |

## Platzierungsspiele

### Spiel um Platz 3
| 27. Oktober 1990 | Hongkong | 50 : 15 | Thailand | Sugathadasa-Stadion, Colombo |
| 27. Oktober 1990 |          |         |          | Sugathadasa-Stadion, Colombo |

### Finale
| 27. Oktober 1990 | Japan                                                         | 9 : 13        | Südkorea                            | Sugathadasa-Stadion, Colombo Zuschauer: 25.000 Schiedsrichter: S. W. Chang |
| 27. Oktober 1990 | Versuche: Kajihara Erhöhungen: Fukumoro Straftritte: Fukumoro | (6:7) Bericht | Versuche: Kim Straftritte: Shin (3) | Sugathadasa-Stadion, Colombo Zuschauer: 25.000 Schiedsrichter: S. W. Chang |